# Palazzo Spinelli (Reggio Calabria)
Palazzo Spinelli è un edificio stile liberty che sorge sul Lungomare di Reggio Calabria. È stato sede del rettorato dell'Università Mediterranea di Reggio Calabria.

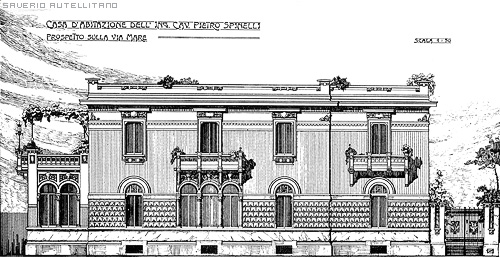
Palazzo Spinelli, disegno progettuale

Il palazzo si colloca tra i due edifici di Villa Zerbi e Palazzo Giuffrè, nell'area delimitata da via Giulia, da via Zecca e da Corso Vittorio Emanuele III. Il progetto fu presentato all'esame della Commissione Edilizia nel luglio del 1920 a firma dell'ing. Pietro Spinelli (stesso proprietario), sebbene l'edificio fosse stato progettato dall'ing. Gino Zani.
Nel disegno dell'edificio, Zani riesce a sostituire l'imponenza dell'architettura usata per gli edifici pubblici, con l'eleganza dello stile e la finezza delle decorazioni: Casa Spinelli rappresenta infatti uno degli edifici più originali di architettura liberty presente sul territorio reggino.

## Descrizione architettonica
Il palazzo si distingue per lo stile sobrio ed elegante: le finestre ad arco, le colonne, la balaustra, la veranda superiore con il giardino pensile, il grande portale d'ingresso ne fanno un simbolo della Reggio Bella e Gentile del passato. Casa Spinelli rappresenta, infatti, uno degli edifici più originali di architettura liberty presente sul territorio reggino. Nel disegno dell'edificio, Zani riesce a sostituire l'imponenza dell'architettura usata per gli edifici pubblici, con l'eleganza dello stile e la finezza delle decorazioni. 
Il manufatto architettonico è costituito da un seminterrato e da due piani fuori terra con un impianto planimetrico di forma rettangolare. L'ingresso affaccia su via Zecca, preceduto da un cortile con giardino e recinzione con elementi in ferro battuto artistico introduce un ampio atrio caratterizzato da pareti rivestite di tessuti e soffitto cassettonato in legno decorato con una scala in legno che conduce al piano superiore; vi è poi la sala riunioni dove è collocato un camino con arredi originari.

### Prospetto principale su via Zecca

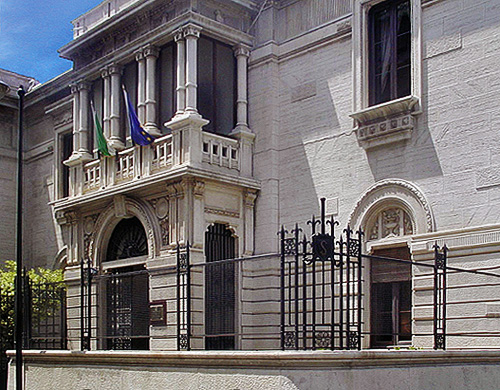
Prospetto su via Zecca.

Il prospetto principale, su via Zecca, presenta nella parte centrale un corpo avanzato che comprende al piano terra l'ingresso con arco a tutto sesto con decorazioni a motivi floreali ed al piano superiore finestre sorrette da mensole e ornate di cornici.

### Prospetti sul mare e sulla via Giulia
Gli altri due prospetti si presentano al piano terra con un basamento nel quale sono collocate le finestre del piano seminterrato dotate di inferriate sul quale poggia il piano terra trattato a bugnato con finestre ad arco a tutto sesto e ad angolo tripartite con colonne, al piano superiore si articolano le aperture talune complete di balconi con balaustre a motivi geometrici con la caratteristica soluzione ad angolo di un'ampia veranda con giardino pensile usando nell'utilizzo del ferro battuto elementi in stile liberty; lungo tutte le facciate corre una cornice sormontata da balaustra lineare.